# Ergebnisraum
Als Ergebnisraum, Ergebnismenge oder Stichprobenraum {\displaystyle \Omega } bezeichnet man im mathematischen Teilgebiet der Stochastik die Menge aller möglichen Ergebnisse eines Zufallsexperiments. Zur Beschreibung eines solchen Experiments mit Hilfe eines Wahrscheinlichkeitsraums werden gewissen Teilmengen des Ergebnisraums, den Ereignissen, Wahrscheinlichkeiten zugeordnet.
Die Elemente eines Ergebnisraumes müssen sich gegenseitig ausschließen, sowie in ihrer Gesamtheit, den ganzen Raum möglicher Ergebnisse abdecken.
Um bei mehrstufigen Zufallsexperimenten einen geeigneten Ergebnisraum aufzustellen, kann als übersichtliches Hilfsmittel mitunter ein Entscheidungsbaum verwendet werden.

## Beispiele
- Beim Würfeln mit einem Würfel lautet der Ergebnisraum: {\displaystyle \Omega =\{1,2,3,4,5,6\}}
- Beim einfachen Münzwurf lautet der Ergebnisraum: {\displaystyle \Omega =\{K,Z\};(K={\text{Kopf}},Z={\text{Zahl}})}
- Beim gleichzeitigen Münzwurf mit zwei unterscheidbaren Münzen lautet der Ergebnisraum: {\displaystyle \Omega =\{Kk,Kz,Zz,Zk\}}, wobei die großen Münzen durch  {\displaystyle (K={\text{Kopf}},Z={\text{Zahl}})} und die kleinen Münzen durch {\displaystyle (k={\text{Kopf}},z={\text{Zahl}})} dargestellt sind.
- Es ist durchaus möglich, dass es zu einem Zufallsexperiment zwei oder mehr vernünftige Ergebnisräume gibt. Betrachte man beispielsweise das Zufallsexperiment eine Karte aus einem Kartenspiel zu ziehen, so kann die Ergebnismenge die Kartenwerte (Ass, 2, 3, …) oder die Farbenwerte (Kreuz, Pik, Herz, Karo) umfassen. Eine vollständige Aufzählung der Ergebnisse würde jedoch sowohl den Kartenwert als auch die Farbe berücksichtigen. Eine entsprechende Ergebnismenge kann als kartesisches Produkt der beiden vorausgegangenen Ergebnismengen erzeugt werden.

## Bedeutung
Zur Berechnung der Wahrscheinlichkeit bei diskreten Ereignissen nach Laplace ist die Kenntnis der Mächtigkeit des Ergebnisraums unbedingt notwendig. Ergebnisräume treten auch bei Wahrscheinlichkeitsräumen auf. Ein Wahrscheinlichkeitsraum {\displaystyle (\Omega ,\Sigma ,P)} baut auf einem Ergebnisraum {\displaystyle \Omega } auf, definiert aber eine Menge von „interessierenden Ereignissen“, die Ereignisalgebra {\displaystyle \Sigma }, auf der das Wahrscheinlichkeitsmaß {\displaystyle P} definiert wird. Für eine explizitere Darstellung im Kontext und mit einem Beispiel siehe Wahrscheinlichkeitstheorie.

## Begriffsklärungen

### Ergebnisraum – Ereignisraum
In der Literatur wird nicht immer sorgfältig zwischen den Begriffen Ereignissystem, Ereignisraum (im Sinne des Messraumes) und Ergebnisraum unterschieden. Deshalb kommt es vor, dass der Ergebnisraum als Ereignisraum bezeichnet wird.

### Ergebnisse – Elementarereignisse
Die Ergebnisse als Elemente der Ergebnismenge werden teilweise als Elementarereignisse bezeichnet. Dies kollidiert damit, Teilmengen der Ergebnismenge als Ereignisse zu bezeichnen. Daher werden häufig die einelementigen Teilmengen der Ergebnismenge als Elementarereignisse bezeichnet.